# Siegfried Lemberger
Siegfried Lemberger (28. Mai 1884 in Preßburg – 1942 im KZ Auschwitz) war ein österreichischer Kinobetreiber, Filmverleiher und Filmproduzent. Er produzierte 1937 mit Der Pfarrer von Kirchfeld den letzten von nazistischen Produktionsvorgaben nicht beeinflussten österreichischen Film der Zwischenkriegszeit.

## Leben und Werk
Lemberger wurde als Sohn von Jacob und Therese Lemberger im heutigen Bratislava (Slowakei) geboren. Er betätigte sich seit 1921 in der österreichischen Filmindustrie und war Pächter des Gloriette Kinos in Wien-Penzing. Weiters wirkte er als Filmverleiher und gründete den Filmverleih Excelsior-Film. Er heiratete Ella Soyka, geboren am 21. Februar 1891 in Wien. Das Paar hatte zwei Töchter: Gertrud, geboren am 7. Juni 1914 in Wien, und Edith.
1937 produzierte Lemberger die Anzengruber-Verfilmung Der Pfarrer von Kirchfeld, die filmhistorisch höchste Bedeutung erlangte, weil er die letzte von staatlichen Vorgaben unabhängige Produktion Österreichs vor dem Anschluss darstellte. Bereits am 20. April 1936 hatten österreichische Produktionsfirmen mit dem Deutschen Reich ein Abkommen geschlossen, dem zufolge sich Österreichs Produzenten dahin gehend verpflichteten, in ihren Filmen keine „Nicht-Arier“ mehr zu beschäftigen. Daraufhin entschloss sich Siegfried Lemberger dazu, den Film auf eigenes Risiko selbst zu produzieren. Der Pfarrer von Kirchfeld wurde somit der einzige 1937 gedrehte österreichische Film, der sich dem rassistischen Diktat konsequent entzog.
Nach dem Anschluss Österreichs verkauften Siegfried und Ella ihre Habseligkeiten und flüchteten vorerst nach Belgien. Dort wurden sie getrennt. Ella wurde in Dänemark verhaftet, Siegfried gelangte noch nach Frankreich und schrieb mehrfach seiner Frau. Nach dem Einmarsch des NS-Regimes in Frankreich wurde aber auch er verhaftet und kam ins Internierungslager in Noé und danach ins Camp de Gurs. Siegfried Lemberger wird schließlich am 28. August 1942 vom Sammellager Drancy mit dem Transport 25, Zug 901-20 nach Auschwitz-Birkenau deportiert, wo er vom NS-Regime ermordet wurde.     
Seine Frau Ella kam in das SS-Sammellager Mechelen. Am 8. September 1942 wurde sie nach Auschwitz-Birkenau deportiert (ihre Nummer auf dem Transport lautete 620), wo sie unmittelbar nach ihrer Ankunft am 10. September 1942 ermordet wurde. Beide Töchter konnten rechtzeitig fliehen und überlebten den Holocaust. Gertrud gelangte bereits 1939 über Italien nach Argentinien, heiratete Jose Monath und wurde Mutter eines Sohnes, Thomas. Edith heiratete Fritz Löwy. Das Paar hatte ein Kind.